# Horst von Pflugk-Harttung
Horst Gustav Friedrich von Pflugk-Harttung (født 17. juni 1889 i Basel, død 9. marts 1967 i Hamburg) var en tysk søofficer der i januar 1919 var direkte involveret i mordet på Karl Liebknecht. I 1920’erne var Pflugk-Harttung bosat i Sverige, hvor han udførte spionagearbejde til fordel for Tyskland, samt deltog i våbensmugling. 1934 og frem til 1939 var han leder af et tysk meldenet i Danmark og under krigen var han ansat i Abwehr frem til sin tilfangetagelse i 1944.

## Fødsel og opvækst
Horst von Pflugk-Harttung var den ældste søn af historikeren Julius von Pflugk-Harttung. Faderen arbejdede ved Geheime Staatsarchiv i Berlin og var en anerkendt forsker, historiker og arkivar. Han var gift med Margarethe (født Rading). Horst havde to søskende, hvoraf Heinz er den mest kendte.

## Kadet og 1. verdenskrig
Den 3. april 1907 startede han som kadet (Seekadett) i den Kejserlige Marine og efter et år blev han Fähnrich zur See. Efter et par år (28. september 1910) forfremmet til Leutnanz z. S og igen efter nogle år Oberleutnant zur See.(27. september 1913). 
Under sin første tjeneste i marinen, gjorde han tjeneste på bl.a. Elsass, Kiel og ”Schlesien”, Wilhelmshaven. Det var begge store skibe med en besætning på ca. 750-800 mand og tonnage på ca. 14.00 tons.
Fra 1912 og frem til slutningen af 1. verdenskrig var han tjenestegørende ved I. Torpedovision på S 147 og G 103 som Wachoffizier og senere på V 80 og S 51 som kommandant. Skibet ”G 103” deltog i Slaget om Jylland, men det kan ikke bekræftes at Horst deltog, selvom han var tjenestegørende på skibet i den periode.
15. februar 1918 blev han forfremmet til Kapitänleutnant. 
Under krigen modtog han to æresbevisninger:
- 1. august 1916 Eisernes Kreuz 2. klasse (jernkorset)[1]
- 14. februar 1918 Grossherzoglich Meclenburgische Militärverdienskreuz 2. Klasse[1]

Horst blev dansk gift den 15. juni 1917 i Marinekirken i Kiel. 
Han udgik af flåden den 22. november 1919. 

## Mordet på Karl Liebknecht
Lige efter 1. verdenskrig oprettede en række tyske officerer ”Garde-Kavallerie-Schützen Division” (GKSD) som værn mod ”Novemberrevolutionen”, der lurede i kaosset efter krigen.
Horst Pflugk-Harttung blev leder af ”Spezialeinheit” (specielenhed) ”Marineoffiziers Eskadron beim 5. Ulahnenregiment” under GKSD. Denne enhed fik til opgave at være stødtrop og enhed for særlige opgaver (sondereinsätzen).
Som følge af urolighederne i Berlin, fik enheden hovedkvarter på Hotel Eden, ikke langt fra Berlin Zoo.
Karl Liebknecht og Rosa Luxemburg var to af grundlæggerne af bevægelsen ”Spartakusforbundet”. Det var en kommunistisk forening med formål at opildne de tyske matroser til at starte en revolution med Sovjetisk forbillede.
Om aftenen den 15. januar 1919 begyndte GKDS at lede efter Rosa og Karl. Karl blev angivet og de anholdte ham uden yderligere drama kl. 21:30 og førte ham til Hotel Eden til forhør. Han blev ført ind gennem hovedindgangen af det store og flotte Hotel og op til 1. sal, hvor GKDS havde deres hovedkvarter. Efter forhør og heftige politiske diskussioner, blev Karl ført ud af bagindgangen af en gruppe uniformerede personer kl. 22:45. 
Det er kendt at følgende personer deltog i transporten:
- Hauptmann Horst von Pflugk-Harttung
- Adjudant Heinz von Pflugk-Harttung
- Oberleutnant zur See Ulrich von Ritgen
- Leutnant zur See Heinrich Stiege
- Leutnant zur See Bruno Schulze [3]

Denne vagtstyrke skulle føre ham til Moabit fængslet, men allerede fra starten gik det galt. Mens Karl var på vej ind i bilen, der skulle transporterer ham væk, dukkede en person med navnet Otto Wilhelm Runge pludselig op og slog ham med en gevær kolbe – en anden person (Rzewuski) hoppede op på trinbrættet og gav Karl et slag i ansigtet. Karl blev set sat af ved ”Am Neun See” – der rystede han sig fri. Der lød råb og så pludselig skud. Kl. 23:15 blev Karl Liebknecht indleveret til vagten i Berlin Zoo, lige over for hotellet, som ”Ubekendt død”. Karl var slået ihjel, angiveligt dræbt af skud afgivet af Horst. (Rosa blev ligeledes dræbt samme aften, dog af en anden gruppe)
Horst blev fri og flygtede til Danmark og derefter mod Sverige, da han følte sig truet på livet i Tyskland.

## Perioden i Sverige
Sammen med hans kone Asta, ankom de Sverige 24. september 1919 og bosatte sig i Stockholm og fra 1926 i Saltsjöbaden lidt øst for Stockholm. I deres ansøgning om ophold og arbejdstilladelse var begrundelsen ”politisk flygtning”.
Han studerede på handelsskolen i Stockholm, havde forskellige småjobs (sælger forsikringer for Assuranskontoret, Stockholm, senere arbejde han hos Aktiobolaget Historiske Film, Stockholm og senere igen som journalist for ”Aftonbladet” og ”Nya Dagligt Allehanda”) og blev den officielle repræsentant af det Skandinaviske pressebureau Berlin. Fra 15. august 1920 blev han yderligere ansat i Reichswerhministerium (Amt Ausland Abwehr)  Af Abwehr blev han bedt om at skrive rapporter om handelsmæssige emner i Sverige fra 1920 og fra 1921 rapporter af militær og politisk karakter. ”.
I 1920 kommer hans søster Elfrida von Pflugk-Harttung til Sverige, da hun havde været udsat for overgreb som følge af hendes brødres mord på Karl Liebknecht.
Horst havde kontakt til forskellige grupperinger i Sverige og i den forbindelse bliver kan kontaktet af Munck-korpset.

### Våbensmugler i Sverige
Korpset blev ledet at Bror O.C. Munck. I 1927 oprettede han, i fuld forståelse med politimyndigheden i Stockholm, et ”skydekorps”. Tanken var at det skulle beskytte Sverige mod ”den indre fjende”, hvilket betød ”kommunisterne”. Man var stadig bekymret for eftervirkningerne fra den Russiske revolution i 1917. Korpset kom til at omfatte omkring 2.000 mand, udrustet med våben og 50 skarpe skud hver. Gennem politimester F. Hårlemand fik man licenser til ca. 1.300 våben og ca. 500-600 blev smuglet ind i landet, fra Tyskland. Enkelte af de indsamlede våben havnede hos Svenske fascist grupper og grundet den transport, blev sagen lækket til pressen. Der var ingen forbud mod væbnede grupper i Sverige (på det tidspunkt, men det blev indført i 1934, som direkte følge af denne sag), men indsmugling af våben var klart i mod våben bekendtgørelsen og det foranledigede en retssag i Stockholm.
Horst hjalp med at købe pistoler og ammunition fra Tyskland og i sommeren 1927 blev disse indsmuglet til Sverige.
Han blev kritiseret for at have været involveret i våbensmugleri og forsvarede sig med, at han ikke vidste, det var ulovligt at indføre våben og ammunition.
Sverige havde forbud mod indførsel af skydevåben og ammunition, uden tilladelse. (iht. kongelig forordning af den 27. september 1922 og 27. september 1927). Man anså forbuddet som almindeligt kendt. Indførslen af våben og ammunition foregik i hemmelighed, hvorfor det var yderligere en belastende bevis. 
Horst blev, trods talrige forsøg på at få beslutningen omstødt, udvist fra Sverige. Han og familien rejste den 20. januar 1932.

## Kort ophold i Norge
Horst og hans familie flyttede frivilligt til Norge og undgik derved at blive udvist til f.eks. Tyskland. 
De ankom til Oslo i sidste halvdel af januar 1932 med toget fra Sverige via Kongsvinger. Der var ikke visumpligt for tyske statsborgere hvorfor han uhindret kunne rejse ind i landet. 
En del nordmænd var ikke trygge ved at have Horst boende i Norge – dette skabte en del uroligheder som gav sig udslag i protestmøder i ”Folkets hus”  af flere gange. Et af de større møder blev beskrevet i Abeiderbladet; Ifølge avisen var der proppet med mennesker til mødet og der blev vedtaget en resolution mod Horsts ophold i Norge. Der blev spekuleret i om den daværende forsvarsminister Quisling var indblandet, da han havde pro-tyske tendenser. Augmentet for at Horst ikke var velkommen, var at han var kriminel og at han ikke var politisk flygtning. Taler Finn Moe frit oversat: ”Kammerater! Vi må være beredt til at gå ind i denne kamp, når afgørelsen skal træffes. Vi kan ikke give vores tyske kammerater et bedre bevis på vores solidaritet, end vores krav om at den usling, der dræbte deres udødelige fører Karl Liebknecht, skal ud af dette land. Vi kræver respekt for Karl Liebknetchts minde – også af den norske bonderegering.” Ifølge avisen deltog 1.200 voksne og flere måtte gå igen uden at der var plads til dem. 
Horst blev udvist og rejste til Danmark i foråret 1932 

## Ophold i Danmark
Fra 1933 arbejdede Pflugk-Harttung for den tyske efterretningstjeneste i Danmark. Hans dækhistorie var, at han arbejdede som korrespondent for avisen Berliner Boersen Zeitung, der fungerede som organ for det tyske krigsministerium. Blandt hans mange hemmelige opgaver var at holde et godt øje med eksil-tyskere i Danmark. Gennem mellemmænd fik han bistand fra det danske politi. Sammen med andre kollegaer, der også var uddannet ved Gestapos spionakademier, organiserede Pflugk-Harttung en spionring, der organiserede hemmelige radio-sendere og foretog undersøgelser af især maritim infrastruktur. Baggrunden for en så omfattende aktivitet kunne kun være egentlig krigsforberedelse. Pflugk-Harttungs netværk observerede og rapporterede om britisk skibsfart ind og ud af Østersøen. I 1938 røbede Ernst Wollweber oplysninger til de danske myndigheder, der førte til en politiundersøgelse og efterfølgende arrest af Pflugk-Harttung, som sammen med otte andre tyskere og tre danskere blev anklaget for spionagevirksomhed. Undersøgelsen påviste, at spionringen havde været involveret i sabotagen og sænkningen af spanske trawlere for den general Francisco Francos fascistiske flåde, der opererede fra tyske havne. Ved disse aktioner blev spionapparatet i Danmark aktivt bragt i anvendelse, så den spanske flådes hjælpekrydser NADIR kunne beskyde og sænke SS Cantabria ud for kysten ved Norfolk i England. For sin andel i spionagen blev Pflugk-Harttung idømt to et halvt års fængsel, men efter tysk pres blev han løsladt allerede efter få måneder. Efter sin løsladelse fortsatte Pflugk-Harttung som en af de ledende tyske efterretningsofficerer i Danmark.

## 2. Verdenskrig
I 1944 var Horst von Pflugk-Harttung chef for den tyske Kriegsmarinedienst i Bordeaux i Frankrig. Han blev arresteret af amerikanske styrker og blev som krigsfange overført til Arizona i USA, hvor han blev afhørt. Amerikanerne konkluderede, at Horst von Pflugk-Harttung var en patriotisk tysker der var stærkt imod socialister, kommunister og alt asiatisk, men at han ikke var nazist.
Horst Pflugk-Harttung blev tilbageført til Tyskland af de amerikanske myndigheder og blev løsladt i november 1947.